# 三和銀行

三和銀行標誌

三和銀行股份有限公司，簡稱三和銀行（日语：株式会社三和銀行；The Sanwa Bank Limited），成立於1933年12月，由三十四銀行、山口銀行和鴻池銀行合併而成。
三十四銀行是二次大戰前，總部設於大阪的日本重要銀行之一，明治11年(1878)間創辦，首任行長是岡橋治助。

## 歷史

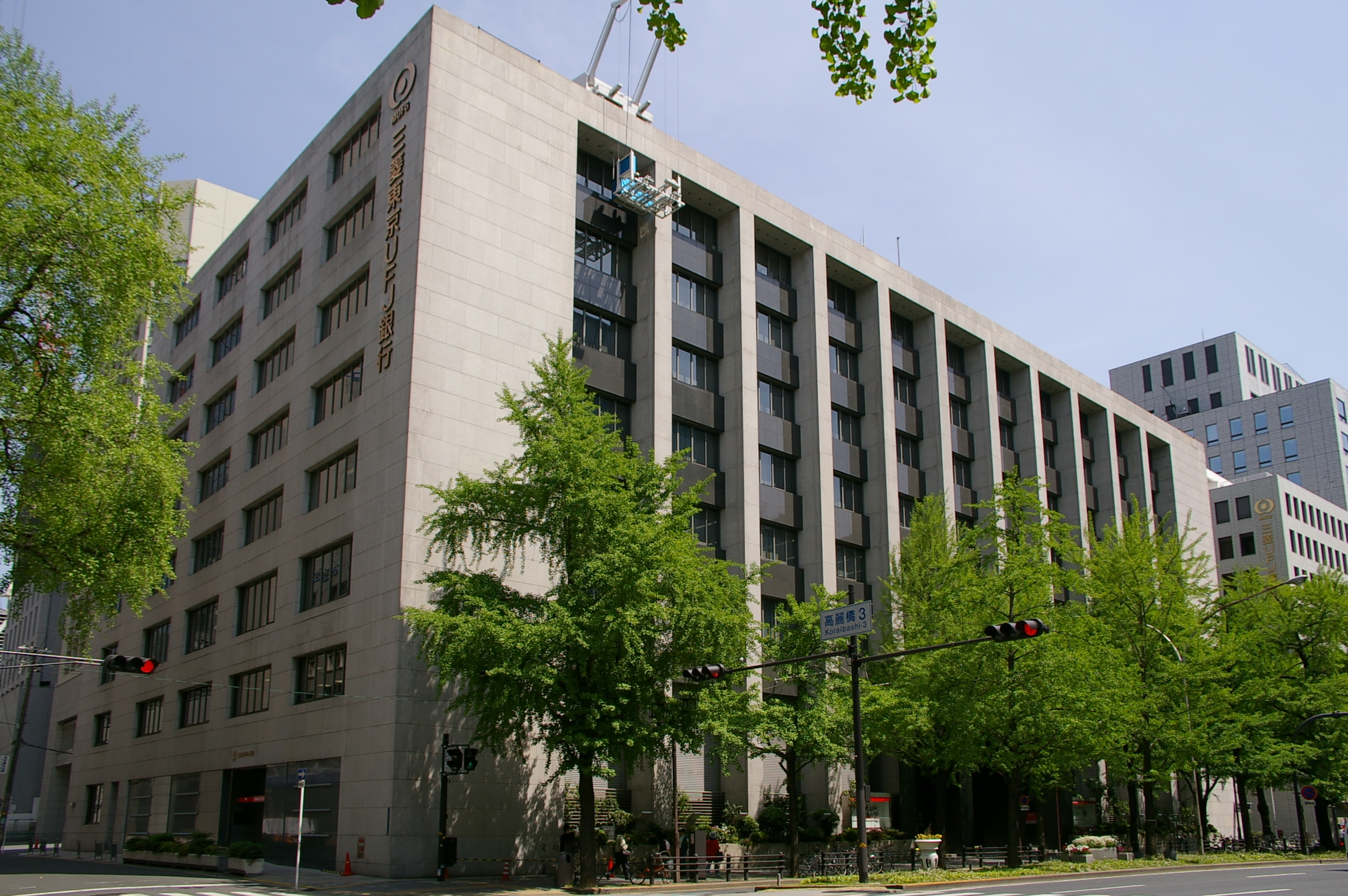
原三和銀行總行，2013年11月拆除中。

三和銀行總行位於大阪府大阪市中央区，直至2002年已和東海銀行合併，成為UFJ銀行。
因其前母公司UFJ控股與東京三菱金融集團在2005年10月1日合併為日本資產最多的金融機構三菱UFJ金融集團，UFJ銀行與東京三菱銀行合併為三菱東京UFJ銀行，成為三菱UFJ金融集團的一部份。

## 臺灣
明治32年(1899)間三十四銀行正式在台北、台中和台南設立支店，直至大正十年)1921)間，三十四銀行高雄支店在今日哈瑪星的臨海一路開辦。
昭和6年(1931)日本銀行界為了強化競爭能力，地處關西地區的三十四銀行、山口銀行、鴻池銀行等，經過兩年談判，乃於昭和8年（1933)12月合併，取名為三和銀行。
二次世界大戰結束後，民國35年(1946)7月1日三和銀行台北、台南和高雄支店被併入臺灣銀行，其中高雄支店的建築物也被變更為高雄市警察局新濱派出所，民國79年(1990)間，派出所因空間不敷使用而遷移。2020年高雄支店建築物因作為咖啡店而重新開放。